# Klaus Halser

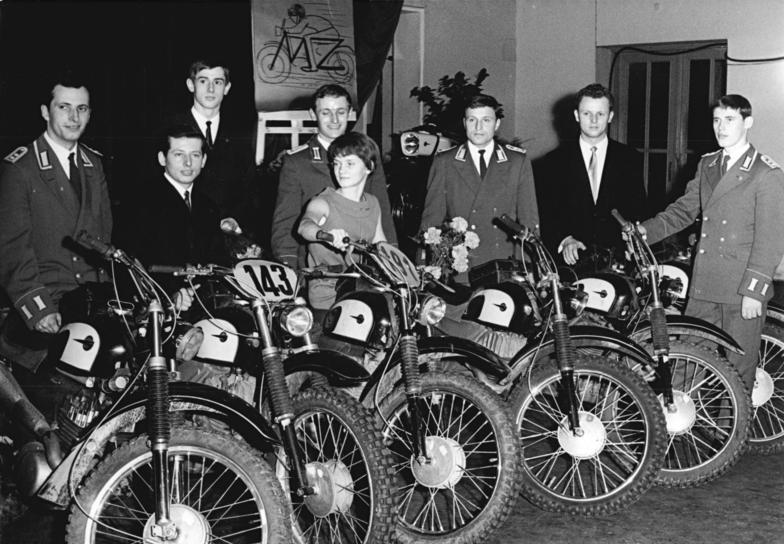
Klaus Halser (rechts) bei der Auszeichnung zum Sportler des Jahres 1697 mit der Mannschaft bei den Six Days.

Klaus Halser (* 19. Februar 1942 in Eppendorf) ist ein ehemaliger deutscher Motorsportler, der für die DDR startete. In den 1960er und 1970er Jahren errang er im Endurosport zahlreiche internationale Erfolge und wurde mehrmals DDR-Meister.

## Werdegang
Klaus Halser ist der Sohn des Motorradgeländefahrers Werner Halser, der in den 1950er Jahren zur Mannschaft des VEB Motorradwerk Zschopau gehörte und 1956 DDR-Meister wurde. Klaus Halser fuhr im Alter von 17 Jahren 1959 erstmals das Rennen Rund um Zschopau mit und wurde in der 125-cm³-Hubraumklasse im gleichen Jahr DDR-Meister. 1960 sowie 1962 bis 1965 wiederholte er diesen Erfolg.
1962 startete er in der 125-cm³-Klasse erstmals bei Auslandswettkämpfen und gewann die Internationale Österreichische Alpenfahrt sowie die Tatrafahrt in Zakopane (Polen). 1963 nahm er zum ersten Mal mit der DDR-Mannschaft an der Internationalen Sechstagefahrt (Six Days) teil (Platz 4) – damals die inoffizielle Weltmeisterschaft.
1966 wechselte er auf die 175-cm³-Klasse. In dieser gewann er mit der DDR die World Trophy bei der 42. Internationalen Sechstagefahrt 1967. Für diesen Sieg wurde die Mannschaft zu DDR-Sportlern des Jahres gewählt.
Ab 1971 startete er in der 250-cm³-Klasse. Bis 1974 nahm Klaus Halser insgesamt zwölf Mal an der Sechstagefahrt teil und errang dabei mit der Silbervase- und der Trophy-Mannschaft zwei Siege (1967, 1969), drei zweite Plätze (1964, 1966, 1972) und einen dritten Platz (1971).
Beim Europapokal 1967, Vorläufer der Europameisterschaft, wurde er Zweiter, bei den Europameisterschaften 1968, 1970 und 1972 wurde er jeweils Dritter. Klaus Halser startete für den ASK Vorwärts Potsdam, sein Trainer war Werner Rosenbrock. 1974 beendete er seine Sportlerkarriere.